# Marie Bochet
Marie Bochet (* 9. Februar 1994 in Chambéry) ist eine französische Skirennläuferin und vielfache Paralympics-Weltmeisterin. 2014 wurde sie als Behindertensportlerin des Jahres ausgezeichnet.

## Karriere
Marie Bochet wurde mit einer Fehlbildung des linken Unterarms geboren.
2010 startete sie als 16-Jährige in Canada bei den Paralympics und sie belegte den vierten Rang im Slalom und in der Super-Kombination.

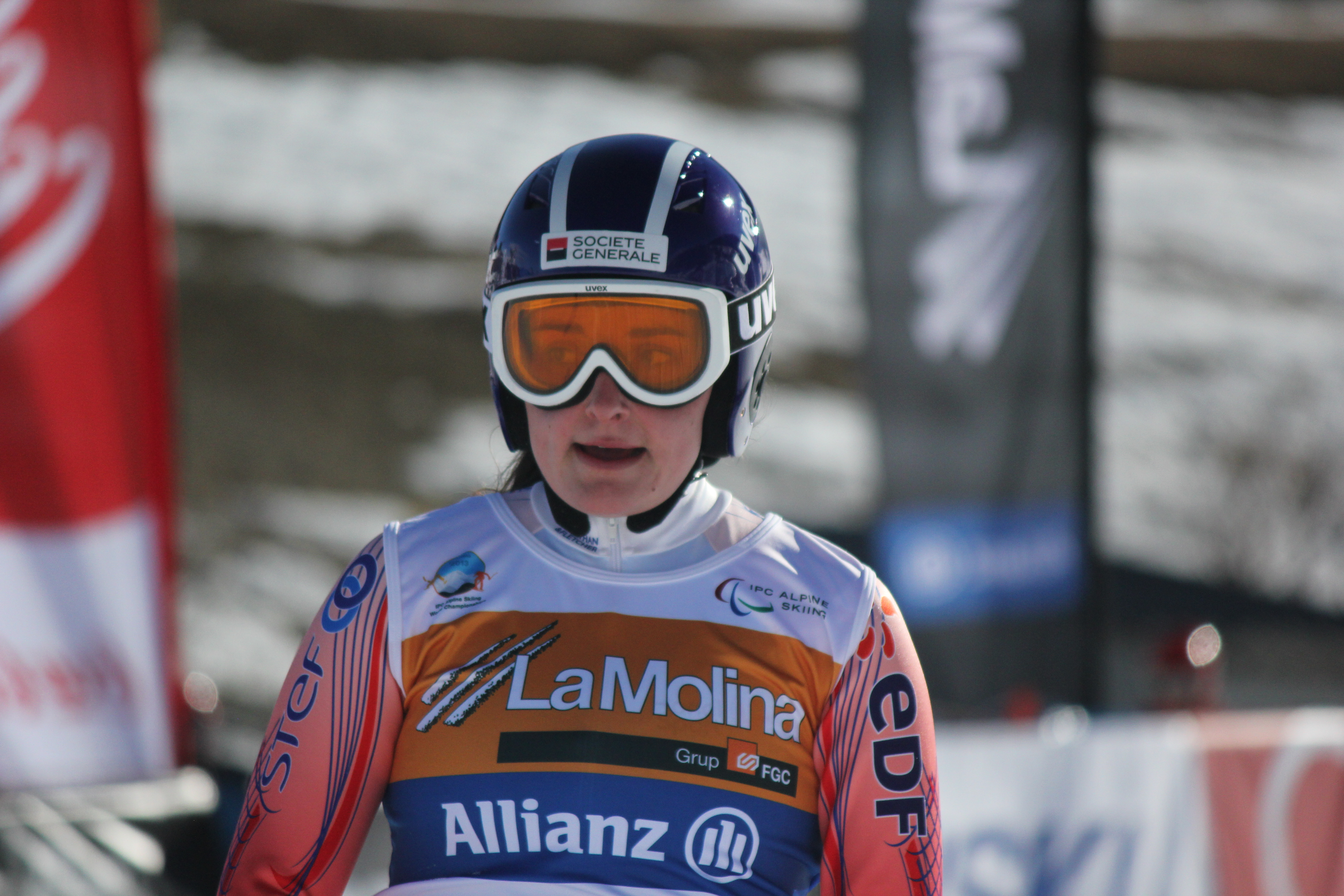
Marie Bochet in Spanien bei der Weltmeisterschaft 2013

Im Februar 2013 gewann Marie Bochet bei der Weltmeisterschaft in La Molina fünf und damit alle möglichen Goldmedaillen (Abfahrt, Super-G, Super-Kombination, Riesenslalom, Slalom).
In der Saison 2015–2016 holt sie sich in 17 Weltmeisterschaftsläufen 17 Siege.
Im März 2018 gewann Bochet bei den Paralympics in Pyeongchang in der Abfahrt in der stehenden Kategorie mit 1:30,30 Minuten die Goldmedaille. Auch im Super-G und im Riesenslalom und im Slalom gelang ihr die Goldmedaille, sie gewann vier Wettkämpfe und wurde damit die meistausgezeichnete französische Paralympics-Athletin aller Zeiten.
2019 konnte sie bei der Para Ski alpin-WM in Sella Nevea (Italien) wieder in allen fünf Bewerben gewinnen.
2022 startet die 28-Jährige in China zum vierten Mal bei den Winter-Paralympics. Im ersten Rennen, der Abfahrt, konnte die Französin am 5. März aber das Ziel nicht erreichen. Im Super-G holt sie sich die Silbermedaille.
Bis heute konnte Marie Bochet acht Goldmedaillen bei den Paralympics und 21 Goldmedaillen bei Weltmeisterschaften erzielen sowie 102 Weltcup-Siege erreichen (Stand: März 2022).

## Auszeichnungen
- Laureus World Sports Awards, Behindertensportler des Jahres, 2014[5]
- Französischer Ehrentitel, Officier de la Légion d’Honneur, 2018[6]